# Noscapină

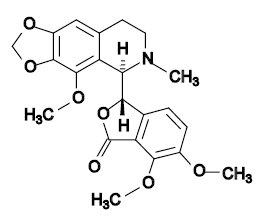
Este unul din alcaloizii principali din opiu, alături de papaverină

Narcotina sau noscapina a fost izolată din opiu, din punct de veder chimic fiind un alcaloid izochinolinic, mai precis ftaliltetrahidroizochinolinic[nefuncțională]
.Are acțiune antitusivă , dar mult mai slabă decât a codeinei,având și proprietăți narcotice și sedative.Sorturile de opiu provenite din India  Arhivat în 17 martie 2007, la Wayback Machine., sunt mai bogate în narcotină, și sunt folosite  păentru extracția acesteia.Pentru extracție se folosește toluenul(pentru îndepărtarea alcaloizilor fenolici, a rezinelor) Arhivat în 17 martie 2007, la Wayback Machine..